# Na Moltona
Na Moltona és un illot del litoral mallorquí situat davant la platja d'el Carbó. És una illa de relleu suau, sense gaires accidents geogràfics, de litologia calcoarenítica quaternària i miocènica, d'uns 300 metres de diàmetre. La costa és de roques i només hi ha una petita platgeta al nord-est de l'illa. Al costat de l'illa s'hi troben l'illot gros de na Moltona i l'illot petit de na Moltona.
Aquesta illa destaca per guardar restes talaiòtiques.

## Flora
A la part est de l'illa s'hi troba una màquia litoral d'ullastre, llentiscle, aladern i savina, i hi destaca el creixement de ceba marina (Urginea maritima). Però la part oest és més àrida i només hi creix llistó.

## Fauna
Tot i les petites dimensions hi ha una població important de conills i d'una subespècie de sargantana balear (Podarcis lilfordi jordansi), només presents a les illes de na Moltona, de na Guardis i d'en Curt. Al sud de l'illa hi ha una zona de cria de gavines important.